# فلیشیا چستر
فلیشیا چستر (انگلیسی: Felicia Chester؛ زادهٔ ۲۴ مارس ۱۹۸۸) بازیکن بسکتبال اهل ایالات متحده آمریکا است.